# Pentimenti

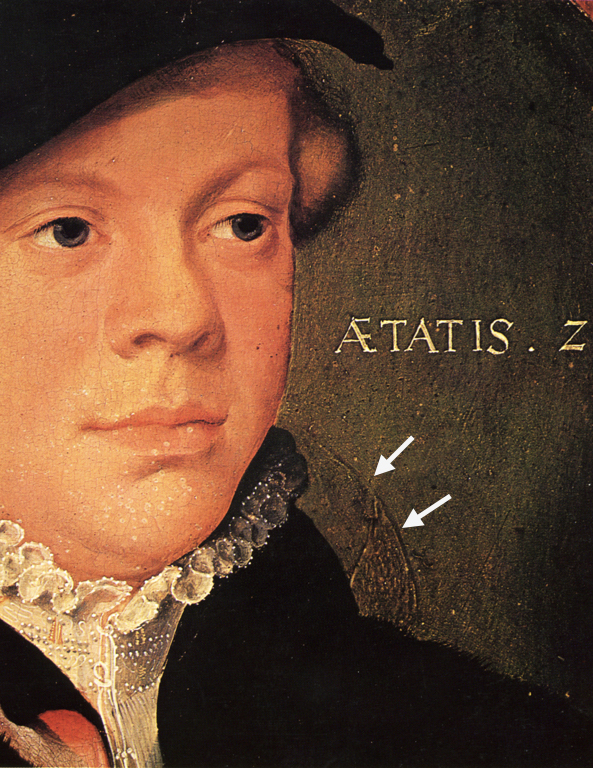
Am Pentiment lässt sich erkennen, dass der Künstler ursprünglich eine andere Kragenform (Mühlsteinkragen) geplant hatte.

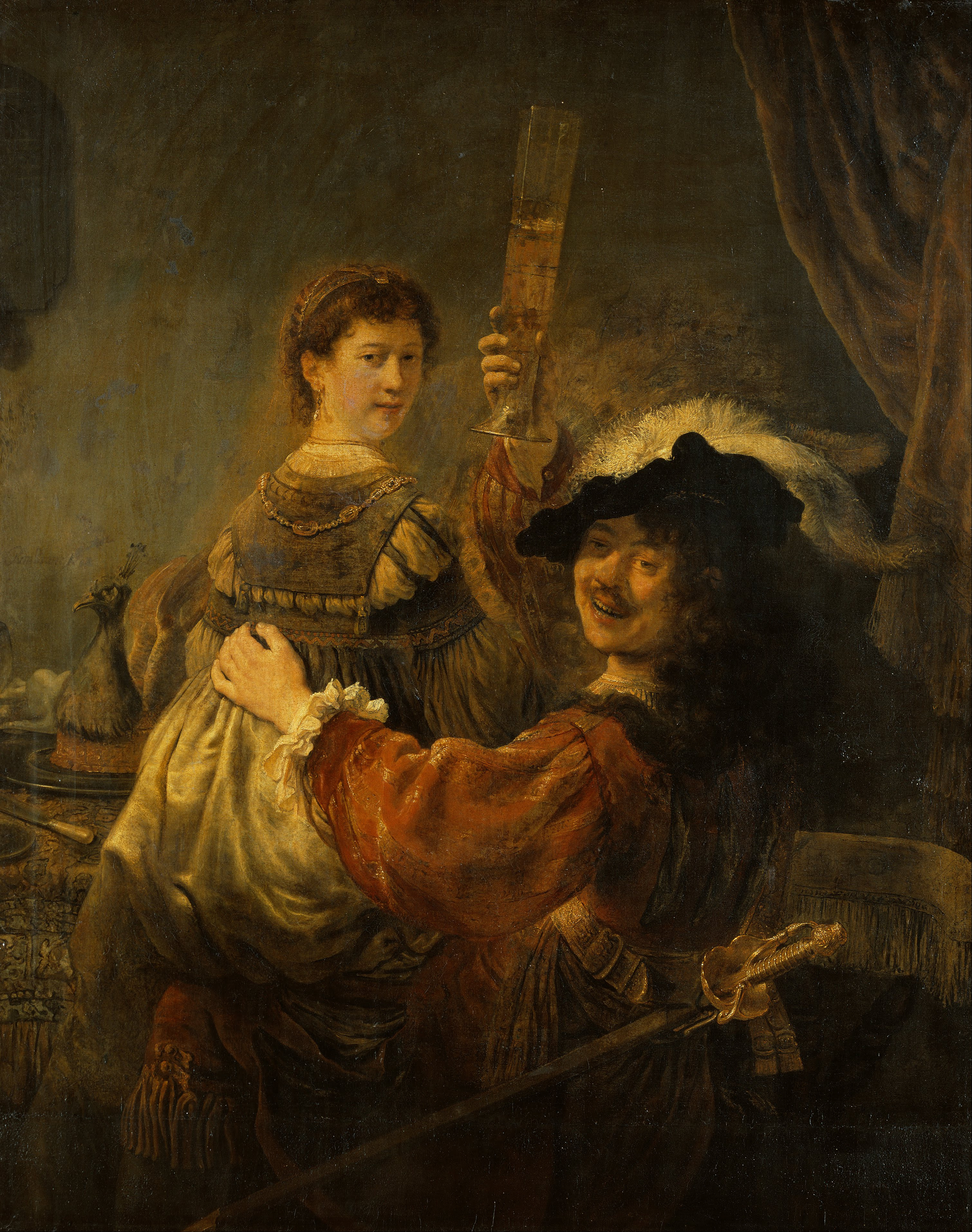
Rembrandt van Rijn: Rembrandt und Saskia im Gleichnis vom verlorenen Sohn, um 1635

Pentimenti (Mehrzahl, von italienisch pentimento, „Reue“; deutsch „Reuestriche“, eingedeutscht auch Pentiment) sind Veränderungen, die während des künstlerischen Schaffensprozesses an Grafiken, Gemälden oder Wandmalereien vorgenommen wurden. Pentimenti entstehen, weil der Künstler während dieses Prozesses mit der Komposition, der Linie, der Form und der Farbe um die  in seinem Sinn ideale Wiedergabe eines Bildgedankens ringt. Linienführungen werden korrigiert, Formen übermalt und Farben verändert. Pentimenti können in allen Schichten eines Kunstwerkes auftreten, die diesem Entstehungsprozess unterworfen sind. So in der Unterzeichnung, zwischen Unterzeichnung und farblicher Ausführung und in den einzelnen Farbschichten einer Bildschicht. Pentimenti werden bei Ölgemälden u. a. aufgrund der Alterstransparenz der Farbschichten erkennbar. Teilweise kann man sie aber auch mit Hilfe von UV-Strahlen, IR-Strahlen und/oder Röntgenstrahlen nachweisen. Indem sie den Arbeitsprozess eines Künstlers wiedergeben, bilden sie eine wesentliche Quelle für den Werkprozess eines Gemäldes.

## Beispiele
Im Bild Rembrandt und Saskia im Gleichnis des verlorenen Sohnes (Gemäldegalerie Alte Meister, Dresden) von Rembrandt van Rijn sind mehrere Stellen übermalt worden und Leinwand wurde beschnitten bzw. auch angefügt. Auf Vorzeichnungen befinden sich zwei weitere weibliche Figuren. Hinter Rembrandt und Saskia befand sich eine Lautenspielerin, die heute von den Federn der Pfauenpastete verdeckt ist und in Röntgenaufnahmen nachgewiesen werden konnte. Dies sowie im Bild noch erhaltene Symbole wie eine Anschreibetafel am linken Bildrand sind eindeutige Hinweise auf eine Kneipen- oder Bordellszene, die dem biblischen Gleichnis des Verlorenen Sohnes, in dessen Rolle sich der Künstler selbst zeigt, zugeordnet wird. Er feiert mit Dirnen im Wirtshaus, wo er sein Erbteil verprasst.